# Valea prafului de pușcă
Valea prafului de pușcă (titlul original: în engleză The Sheepman) este un film western de comedie american,  realizat în 1958 de regizorul George Marshall, după un subiect de James Edward Grant, protagoniști fiind actorii Glenn Ford, Shirley MacLaine, Leslie Nielsen și Mickey Shaughnessy.

## Rezumat
Jason Sweet, un jucător de cărți profesionist, câștigă o turmă de oi în timp ce joacă poker. El aduce animalele în Powder Valley (Valea prafului de pușcă) cu trenul, de care populația locală ia notă cu neplăcere.
Începe o luptă cu McCall, cel mai dur și mai puternic tip de la fața locului, luptă pe care o câștigă. De asemenea, se dovedește a fi un excelent trăgător cu revolverul. Se îndrăgostește de Dell Payton, care nu știe ce să creadă despre el, dar se îndrăgostește oricum de el. Rivalul lui Jason este baronul vitelor Steven Bedford, pe care îl cunoaște din vremurile anterioare. Bedford și-a dat o nouă identitate. Înainte de a veni în oraș, el era Johnny Bledsoe, un jucător trișor de cărți și un pistolar.
Bedford/Bledsoe observă că locuitorii se îndepărtează de el după ce Jason le arată clar oamenilor că Bedford vrea să cumpere întregul teren pentru el însuși. Acesta angajează un asasin profesionist pentru a-l elimina pe Jason. Jason este capabil să-l învingă pe ucigaș, Chocktaw Neal, cu ajutorul lui Dell și Milt Masters. Acest lucru duce la o confruntare între Jason și Bedford/Bledsoe, în care Jason este cel mai rapid, dar este totuși rănit. El rămâne cu Dell, dar spre surprinderea ei, vinde turma de oi și se stabilește ca fermier.

## Distribuție
- Glenn Ford – Jason Sweet
- Shirley MacLaine – Dell Payton
- Leslie Nielsen – „Colonelul” Stephen Bedford / Johnny Bledsoe
- Mickey Shaughnessy – „Jumbo” McCall
- Edgar Buchanan – Milt Masters
- Willis Bouchey – Frank Payton, tatăl lui Dell
- Pernell Roberts – Chocktaw Neal
- Slim Pickens – Marshal, care pleacă la pescuit ori de câte ori este posibil să apară probleme
- Robert 'Buzz' Henry – Red
- Pedro Gonzalez Gonzalez – Angelo, unul dintre ciobanii lui Sweet
- Percy Helton – șeful de statie (nemenționat)
- Richard Alexander – Barfly (nemenționat)
- Tom London – un orășean (nemenționat)

## Premii și nominalizări
- Premiile Oscar 1959
  - Nominalizare la Categoria Cel mai bun scenariu original
- Premiile BAFTA 1959
  - Nominalizare la Categoriile Cel mai bun film și Cel mai bun actor străin (Glenn Ford)